# Psychic Detective Yakumo
Psychic Detective Yakumo (яп. 心霊探偵 八雲! Сінрей тантей Якумо) — серія лайт-новел Манабу Камінагі, спочатку видавалася з ілюстраціями Като Акацукі компанією Nihon Bungeisha, але потім змінила художника на Ясуі Судзукі, стала друкуватися видавництвом Kadokawa Shoten під лейблом Kadokawa Bunko (角川文庫). Також за мотивами сюжету «Детектив-медіум Якумо» було видано дві серії манґи. Починаючи з жовтня по грудень 2010 року виходила аніме-адаптація ранобе виробництва студії Bee Train.
Аніме з 13 серій, що натякає на його «містичний» мотив. Книга була адаптована у двох манґа-серіалах, аніме, драматичному серіалі та театральній постановці. Серія завершила публікацію у 2020 році, загалом вийшло дванадцять томів.

## Сюжет
Сюжет розповідає про відлюдькуватого студента колледжу Якумо Сайто. Головним героєм цього аніме є відлюдькуватий Сайто Якумо, який, як подейкують, може бачити душі померлих. Одного дня до нього приходить молодиця Харука Озава, аби довідатися що сталося в той день, коли четверо студентів пішли до забороненого корпусу школи, після чого один із них уже загадково помер. Так і починається історія, сповнена таємниць та загадок. Щоб розібратися у цьому питанні він починає своє розслідування.
У лісі або кам'яних джунглях, за тисячі років природа людини не змінюється, і темна сторона періодично бере верх. Іноді тільки духи можуть вказати сліди та вивести на вірний шлях, по якому в пошуках істини йдуть головні герої, часто в компанії офіцера поліції Кадзутосі Гото і його боязкуватого помічника Ютаро Ісиі. Викриваючи маніяків і шарлатанів, чорних магів і звичайних вбивць, Харука і Якумо не тільки звільняються від тяжкого минулого, а й краще пізнають один одного!

## Головні герої
- «Сайто Якумо» — головний герой аніме. Має сіро-коричневе волосся. Студент, та детектив медіум, народжений з незвичайною патологією — різним кольором очей. Його ліве червоне око дало йому можливість бачити привидів та духів, котрі, як йому здається, залишаються на землі через певні причини…
- «Харука Озава» — студентка, потерпіла від духів і маніяка-вчителя. Має світло-рожеве волосся та фіолетові очі.
- «Кадзутосі Гото» — головний офіцер поліції, що часто допомагав розслідуванню злочинів.
- «Ютаро Ісиі» — боязкий помічник офіцера поліції.

## Сейю
- Айумі Фуджимура
- Дайсуке Оно
- Акіміцу Такасі
- Хірокі Тоті
- Река Юдзукі
- Токуесі Кавасіма
- Емі Кошимізу
- Мегумі Тойогучі
- Рокуро Ная
- Тосіхіко Сечі